# Helmut Koch (Politiker, 1922)
Helmut Koch (* 30. April 1922 in Gera; † 29. Januar 2024 in Eberswalde) war ein deutscher Politiker (SED). Er war von 1958 bis 1963 Staatssekretär für Erfassung und Aufkauf landwirtschaftlicher Erzeugnisse in der DDR.

## Leben
Koch war Sohn eines Formers und einer Näherin, die beide SPD-Mitglieder waren. Er besuchte die Volks- und die Höhere Handelsschule. Er erhielt von 1936 bis 1939 eine kaufmännische Ausbildung und arbeitete anschließend als kaufmännischer Angestellter. Von 1941 bis 1945 leistete er Kriegsdienst in der Wehrmacht. Beim Vormarsch der amerikanischen Truppen desertierte er und entging so der Kriegsgefangenschaft.
Nach dem Zweiten Weltkrieg wurde er 1945 Mitglied der Sozialdemokratischen Partei Deutschlands (SPD) und des SPD-Kreisvorstandes Gera, dann mit der Zwangsvereinigung von SPD und KPD 1946 Mitglied der Sozialistischen Einheitspartei Deutschlands (SED) und des SED-Kreisvorstandes. Von 1945 bis 1949 war er Mitarbeiter bzw. Abteilungsleiter in der Kreisverwaltung Gera und von 1949 bis 1951 Leiter der Abteilung Planung und Berichtswesen des Volkseigenen Erfassungs- und Aufkaufbetriebes (VEAB) Thüringen. 1951/52 besuchte er die SED-Landesparteischule in Bad Blankenburg und wurde 1952 Leiter der Hauptabteilung tierische Erfassung und stellvertretender Staatssekretär im Staatssekretariat für Erfassung und Aufkauf landwirtschaftlicher Erzeugnisse der DDR.
Von September 1958 bis 1960 fungierte er als Staatssekretär für Erfassung und Aufkauf landwirtschaftlicher Erzeugnisse (Nachfolger von Hermann Streit) und von 1960 bis 1963 als Staatssekretär im Ministerium für Landwirtschaft, Erfassung und Forstwirtschaft. Am 7. Februar 1963 wurde er Vorsitzender des neugebildeten Staatlichen Komitees für Erfassung und Aufkauf landwirtschaftlicher Erzeugnisse beim Ministerrat der DDR. Diese Funktion übte er bis 1974 aus. Gleichzeitig war er Mitglied des Landwirtschaftsrates der DDR bzw. ab 1968 stellvertretender Vorsitzender des Rates für Land- und Nahrungsgüterwirtschaft (RLN). Von 1974 bis 1976 war er stellvertretender Minister für Landwirtschaft, Erfassung und Forstwirtschaft. Koch war dann ab 1976 Aufbauleiter, später bis zum Eintritt in die Rente 1987 Generaldirektor des VEB Schlacht- und Verarbeitungskombinates Eberswalde/Britz.
Ein Fernstudium an der Hochschule für Ökonomie Berlin schloss er 1962 als Diplom-Wirtschaftler ab, 1965 wurde er an der Humboldt-Universität zu Berlin zum Dr. agr. (Doktor der Agrarwissenschaften) promoviert. 1968 wurde er Kandidat und 1972 Mitglied der Akademie der Landwirtschaftswissenschaften der DDR.
Koch wurde nach der Wende in der DDR Mitglied der Gesellschaft zum Schutz von Bürgerrecht und Menschenwürde (GBM). Im Juli 2015 erklärte Koch seinen Austritt aus der Partei Die Linke, weil er „tief enttäuscht“ vom damaligen Kreisvorsitzenden Sebastian Walter sei. Koch lebte in Eberswalde.

## Auszeichnungen
- 1964 Vaterländischer Verdienstorden in Silber und 1987 in Gold
- 1972 Orden Banner der Arbeit